# Gouvernements minoritaires au Canada
 (novembre 2024).
Si vous disposez d'ouvrages ou d'articles de référence ou si vous connaissez des sites web de qualité traitant du thème abordé ici, merci de compléter l'article en donnant les références utiles à sa vérifiabilité et en les liant à la section « Notes et références ».

La Chambre des communes après l'élection de 2006, ayant pour résultat un gouvernement minoritaire conservateur (en bleu).

Au cours de l'histoire de la politique canadienne, il y a quinze minoritaires au niveau fédéral, ainsi qu'un certain nombre au provincial. Le seizième gouvernement minoritaire fédéral est élu aux Élections fédérales canadiennes de 2025.
En situation minoritaire, un gouvernement doit se rallier sur l'appui des autres partis afin de demeurer au pouvoir, ce qui conduit à plus d'instabilité qu'un gouvernement majoritaire. Au niveau fédéral, aucun gouvernement minoritaire n'a duré pour un mandat complet, et la plupart ont duré moins de deux ans.

## William Lyon Mackenzie King

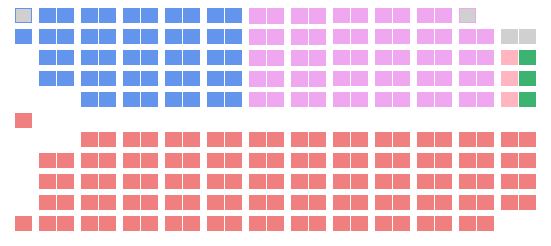
Minorité libérale après l'élection de 1921

Minorité libérale après l'élection de 1925

Minorité libérale après l'élection de 1926

- Nombre de sièges manquants pour former une majorité en 1921 : 1
- Nombre de sièges manquants pour former une majorité en 1925 : 22
- Nombre de sièges manquants pour former une majorité en 1926 : 7

Le premier gouvernement minoritaire au Canada était le résultat de la montée du Parti progressiste dans l'Ouest canadien. Dans l'élection de 1921, il ne manque qu'un siège aux libéraux de William Lyon Mackenzie King pour former un gouvernement majoritaire. Les près de 70 députés progressistes ont peu d'unité et au moins l'un d'entre eux vote avec le gouvernement sur n'importe quelle question donnée. Mackenzie King peut donc gouverner comme s'il avait une majorité.
Dans l'élection de 1925, les progressistes tombent à 25 sièges, mais les libéraux ne remportent que 101 sièges, les deux ayant essuyé des pertes au profit du Parti conservateur, qui en remporte 116. Les progressistes sont plus près idéologiquement des libéraux, et à titre de premier ministre, Mackenzie King avait la première option de former un gouvernement. Il gouverne donc avec l'appui des progressistes jusqu'en juin 1926.
En 1926, un scandale dans le département des douanes fait perdre à Mackenzie King l'appui des progressistes. Il demande donc au gouverneur général de dissoudre le parlement et de déclencher une autre élection. Le vicomte Byng de Vimy, le gouverneur général, refuse, et choisit de donner aux conservateurs la chance de gouverner. Ceci rend Mackenzie King furieux, celui-ci croyant que le gouverneur général ne devrait pas avoir le pouvoir de passer outre à la décision du premier ministre. Ceci mène à l'Affaire King-Byng.
Arthur Meighen, chef des conservateurs, reçoit la chance de gouverner, mais sa tentative de diriger un gouvernement minoritaire échoue en septembre 1926. Dans l'élection subséquente, les libéraux utilisent la controverse entourant l'Affaire King-Byng pour remporter une forte majorité.

## Arthur Meighen

Minorité conservatrice après l'élection de 1925

- Nombre de sièges manquants pour former une majorité en 1926 : 1

Arthur Meighen dirige deux gouvernements conservateurs éphémères. Le premier est majoritaire à la fin de la 13e législature, élu en 1917 sous la bannière unioniste. Le second gouvernement est minoritaire en 1926. Les conservateurs de Meighen remportent une pluralité de sièges lors de l'élection de 1925, toutefois un gouvernement est formé par un accord entre les libéraux et les progressistes. Après la perte de l'appui des progressistes, Mackenzie King demande la dissolution du Parlement au gouverneur général, qui refuse, créant l'Affaire King-Byng. Le conflit résultant pousse King à démissionner du poste de premier ministre, et Byng nomme Meighen pour le remplacer. Le 1er juillet 1926, une semaine après avoir été nommé premier ministre, Meighen perd un vote de confiance à la Chambre des communes, déclenchant l'élection de 1926.

## John Diefenbaker

Minorité conservatrice après l'élection de 1957

Minorité conservatrice après l'élection de 1962

- Nombre de sièges manquants pour former une majorité en 1957 : 22
- Nombre de sièges manquants pour former une majorité en 1962 : 17

Après des décennies d'hégémonie libérale, le Parti progressiste-conservateur du Canada, dirigé par John Diefenbaker, forme à la surprise générale un gouvernement minoritaire après l'élection de 1957. Le premier ministre Louis St-Laurent, percevant l'humeur du pays, se retire et permet à Diefenbaker de gouverner. Diefenbaker a besoin de l'appui du Parti Crédit social du Canada et de trois indépendants afin de faire adopter ses projets de loi. Le gouvernement minoritaire ne dure que quelques mois. Le moment déclencheur arrive lorsque Lester Pearson annonce à Diefenbaker qu'à cause du déclin de la performance de l'économie, et le fait que les libéraux avaient remporté le vote populaire, il devait rendre le pouvoir aux libéraux. Diefenbaker, enragé, se lance dans un discours de deux heures condamnant les libéraux, et révèle un document produit par le gouvernement précédent prédisant le déclin économique. Diefenbaker déclenche bientôt une élection, et remporte la plus grande majorité parlementaire de l'histoire du Canada jusqu'alors.
Le gouvernement Diefenbaker finit mal, avec des guerres internes dans le parti, une économie en récession et des controverses sur les relations canado-américaines durant l'administration Kennedy. Dans l'élection de 1962, les tories ne remportent qu'un gouvernement minoritaire. Cette fois, les libéraux ont le momentum et le gouvernement conservateur est pratiquement incapable de gouverner à cause d'une division au sein du cabinet de Diefenbaker sur le déploiement des missiles Bomarc au Canada. Le gouvernement est défait en Chambre sur un vote de confiance le 5 février 1963, déclenchant l'élection fédérale de 1963 lors duquel les conservateurs sont défaits.

## Lester B. Pearson

Minorité libérale après l'élection de 1963

Minorité libérale après l'élection de 1965

- Nombre de sièges manquants pour former une majorité en 1963 : 5
- Nombre de sièges manquants pour former une majorité en 1965 : 2

Dans l'élection de 1963, les libéraux, dirigés par Lester B. Pearson, ne réussissent pas à remporter de majorité. Les trois années suivantes sont productives, toutefois, la relation étroite entre les libéraux et le Nouveau Parti démocratique ayant pour résultat la création du système universel de soins de santé, le drapeau du Canada, et le Régime de pensions du Canada. En 1965, Pearson demande au gouverneur général de dissoudre le parlement dans une tentative de remporter une majorité, mais la composition du parlement après l'élection de 1965 demeure presque identique, conduisant à trois ans de plus d'alliance entre les libéraux et les néo-démocrates.
La loi constitutionnelle canadienne relative aux gouvernements minoritaires est modifiée en 1968 lorsque le gouvernement de Pearson est défait sur une question de confiance. Bien que ceci aurait normalement mené à la dissolution immédiate du parlement, aucun parti n'était prêt, et Pearson était en voie de se faire remplacer à la tête du Parti libéral. Par un accord entre les chefs des partis, une nouvelle motion est adoptée, déclarant de façon rétroactive que la question budgétaire sur laquelle le gouvernement avait été défait n'était pas un vote de confiance, établissant ainsi un nouveau précédent.

## Pierre Elliott Trudeau

Minorité libérale après l'élection de 1972

- Nombre de sièges manquants pour former une majorité en 1972 : 23[2]

Dans l'élection de 1972, les libéraux sous Pierre Trudeau ne remportent que deux sièges de plus que les conservateurs. C'est la deuxième élection pour Trudeau à titre de chef libéral. Toutefois, bien que les libéraux soient entrés dans la campagne électorale avec une forte avance dans les sondages, la trudeaumanie s'était entièrement évaporée, et la faible performance économique nuit au parti. Avec peu de questions sur lesquelles se concentrer, et une des plus faibles campagnes électorales dans l'histoire canadienne, ils sont encore obligés de solliciter l'appui du NPD pour demeurer au pouvoir. Cette fois, le NPD exige la création de Petro-Canada, entre autres, pour monnayer leurs appuis au libéraux. Le gouvernement tombe le 8 mai 1974 sur un sous-amendement au budget (donc une question de confiance). Les libéraux de Trudeau sont réélus avec une fort gouvernement majoritaire dans la subséquente élection de 1974.

## Joe Clark

Minorité conservatrice après l'élection de 1979

- Sièges manquants pour former une majorité en 1979 : 6

Tandis que les libéraux avaient eu d'abord les progressistes et ensuite le NPD pour les appuyer dans leurs situations minoritaires, les progressistes-conservateurs avaient peu d'expérience de s'attirer des appuis en tant que gouvernement minoritaire. Sept mois après l'élection de 1979 qui avait mis un terme à 11 ans de règne libéral sous Trudeau, le gouvernement de Joe Clark est défait par une motion de non-confiance déposé par le député néo-démocrate Bob Rae et appuyé par les libéraux.
Clark aurait pu prévenir cette défaite si son gouvernement avait accepté d'appuyer le Parti Crédit social, principalement basé au Québec, dans ses révendications pour obtenir le statut de parti officiel — le total des sièges du parti était tombé à 6 suivant l'élection de 1979. Toutefois, Clark espérait suivre le précédent établi par Diefenbaker et jure de « gouverner comme si » il avait une majorité et d'avancer ensuite à un gouvernement majoritaire à travers une nouvelle élection sans avoir à faire de compromis avec des petits partis. Il désirait également remporter des sièges pour son parti au Québec et percevait le Parti Crédit social, conservateur et populiste, comme un obstacle plutôt qu'un partenaire potentiel. À cause du refus de Clark d'accorder le statut officiel au Crédit social, les députés créditistes s'abstiennent du vote de défiance qui fait tomber le gouvernement de Clark le 13 décembre 1979, une défaite causée par l'abstention des députés créditistes et l'absence d'une poignée de députés conservateurs, malades ou en voyage. La dissolution est perçue comme une gaffe, et le budget sur lequel Clark fait campagne en 1980 est impopulaire auprès des électeurs. Le 18 février 1980, les progressistes-conservateurs sont défaits par les libéraux de Trudeau qui sont élus à un gouvernement majoritaire.

## Paul Martin

Minorité libérale après l'élection de 2004

- Nombre de sièges manquants pour former une majorité en 2004 : 20

Bien qu'on s'attendait à ce que Paul Martin remporte facilement un quatrième gouvernement majoritaire libéral consécutif dans l'élection fédérale de 2004, durant la campagne certains commencent plutôt à prédire un résultat beaucoup plus serré. Principalement dû au scandale des commandites, les sondages commencent à indiquer la possibilité d'une minorité pour les libéraux, où même un gouvernement minoritaire conservateur, ce qui engendre de la spéculation sur les coalitions avec d'autres partis. Vers la fin de la campagne, les libéraux diffusent des publicités s'attaquant aux conservateurs. À la fin, les libéraux font mieux que les derniers sondages d'opinion laissaient croire, mais pas suffisamment pour remporter une majorité.
Le 10 mai 2004, une motion est adoptée par les partis de l'opposition à la Chambre des communes pour demander à un comité de recommander la dissolution du gouvernement. Les conservateurs et le Bloc québécois gagnent le vote sur les libéraux et le NPD par 153 votes contre 150. Bien que, d'un point de vue strictement technique, la motion n'était qu'une instruction de procédure à un comité, les conservateurs et le Bloc réclament la démission du gouvernement (les libéraux leur avaient retiré toute possibilité de présenter une véritable motion, c'était donc la seule façon qu'ils avaient d'exprimer leur non-confiance). Le débat continue parmi les partis et les experts constitutionnels à savoir s'il s'agissait réellement d'un vote de défiance.
Le 19 mai 2005, la Chambre vote sur deux mesures budgétaires, considérés comme des questions de confiance sans équivoque. Avec l'appui de deux indépendants et de la députée conservatrice Belinda Stronach — qui avait traversé le parquet pour se joindre aux libéraux et pour recevoir un poste au conseil des ministres — le résultat du vote est une égalité, qui est brisé en faveur du gouvernement par le Président, donnant un total final de 153 contre 152.
Le 24 novembre 2005, les conservateurs déposent une motion de défiance. Cette fois, la motion est appuyée par le NPD. Le 28 novembre, le gouvernement est défait par 171 voix contre 133, ayant été défait par les forces combinées des partis de l'opposition (conservateurs, NPD, et Bloc québécois). Tôt le matin du 29 novembre 2005, Martin se rend à la résidence de la gouverneure générale Michaëlle Jean pour demander la dissolution du parlement et une élection pour le 23 janvier 2006.

## Stephen Harper

Minorité conservatrice après l'élection de 2006

- Nombre de sièges manquants pour former une majorité en 2006 : 30[3]
- Nombre de sièges manquants pour former une majorité en 2008 : 12

Bien que plusieurs sondages indiquaient que l'élection fédérale canadienne de 2006 donnerait soit une forte minorité conservatrice où une faible majorité, les libéraux jouissent d'une remontée de dernière minute ; ils sont toutefois incapables de rattraper les conservateurs. Toutefois, la remontée des libéraux a pour résultat le plus petit gouvernement minoritaire dans l'histoire du Canada, avec le plus petit pourcentage de sièges détenus par le parti au pouvoir et le plus grand nombre de sièges manquants pour former une majorité. Tous les partis détiennent la balance du pouvoir : les libéraux avec 103³ sièges, le Bloc québécois avec 51 sièges, et le NPD avec 29 sièges. André Arthur, un animateur de radio populaire de la Ville de Québec, est le seul indépendant élu. Étant donné que le libéral Peter Milliken a été réélu Président, il ne manque au conservateurs que 29 sièges pour former une majorité puisque le Président, par tradition, ne vote qu'en cas d'égalité des voix et vote toujours en faveur du gouvernement. Ainsi, les conservateurs peuvent avoir la majorité avec n'importe quel parti de l'opposition, excluant les défections.
Stephen Harper mène ce gouvernement minoritaire conservateur et est assermenté à titre de premier ministre le 6 février 2006. Bill Graham est chef de l'Opposition. En date du 18 mars 2006, Graham est le chef intérimaire du Parti libéral et le demeurera jusqu'à ce qu'un congrès d'investiture soit tenu. Paul Martin a démissionné comme chef du Parti libéral à cette date afin de mettre un terme aux rumeurs voulant qu'il se préparait à diriger le parti à une élection future.

## Justin Trudeau
- Nombre de sièges manquants pour former une majorité en 2019: 17
- Nombre de sièges manquants pour former une majorité en 2021: 11

## Mark Carney
- Nombre de sièges manquants pour former une majorité en 2025: 5

Bien que plusieurs sondages indiquaient que l'élection fédérale canadienne de 2025 donnerait soit une forte minorité conservatrice où une faible majorité, les libéraux jouissent d'une spectaculaire remontée dans les derniers mois, grâce à deux événements importants : la démission annoncée de Justin Trudeau en décembre 2024, puis les « menaces » de Donald Trump d'annexion du Canada ; ils rattrapent alors les conservateurs surtout au détriment des tiers partis. Tous les partis sauf le Parti Vert détiennent la balance du pouvoir : les conservateurs avec 144 sièges, le Bloc québécois avec 22 sièges, et le NPD avec 7 sièges. Le chef conservateur Pierre Poilievre ainsi que le chef néo-démocrate Jagmeet Singh perdent leurs sièges. Il ne manque au PLC que 7 sièges pour former une majorité puisque le Président, par tradition, ne vote qu'en cas d'égalité des voix et vote toujours en faveur du gouvernement. Ainsi, les libéraux peuvent avoir la majorité avec n'importe quel parti de l'opposition, excluant les défections.

## La liste au niveau provincial
De toutes les provinces canadiennes, seule l'Alberta n'a jamais eu de gouvernement minoritaire. Les Territoires du Nord-Ouest et le Nunavut n'ayant aucun parti politique, ils disposent d'un gouvernement de consensus.
- Colombie-Britannique: 1924-1928, 1952-1953, 2017-aujourd'hui
- Île-du-Prince-Édouard: 1873-1876, 1876-1879, 1890-1893, 2019-aujourd'hui
- Manitoba: 1936-1941, 1958-1959, 1969-1973, 1988-1990
- Nouveau-Brunswick: 1920-1925, 2018-2020
- Nouvelle-Écosse: 1970-1974, 1998-1999, 2003-2006, 2006-2009
- Ontario: 1867-1871, 1943-1945, 1975-1977, 1977-1981, 1985-1987, 2011-2014
- Québec: 1878-1879, 2007-2008, 2012-2014
- Saskatchewan: 1929-1934, 1999-2003
- Terre-Neuve-et-Labrador: 1971-1972, 2019-2021
- Yukon: 1985-1989, 1992-1996

## Source
- (en) Cet article est partiellement ou en totalité issu de l’article de Wikipédia en anglais intitulé « Federal minority governments in Canada » (voir la liste des auteurs).